# Bohuš Balajka
Bohuš Balajka (13. května 1923, Prštné u Zlína – 7. února 1994, Praha), občanským jménem Bohumil Balajka, byl český literární historik, kritik a prozaik.

## Stručný životopis

### První republika, protektorát, válka
Otec Bohuše Balajky byl původně rolník, ale prožil dvacet pět let v USA, kde pracoval jako pivovarský dělník. Bohuš Balajka vyrůstal v Prštném u Zlína, což zobrazil v autobiografickém díle Už se tam nevrátím .... Vzpomíná na dětství v rodném Valašsku v poklidném ovzduší první republiky, které symbolicky končí (stejně jako republika) mobilizací. V letech 1934 až 1938 studoval na Arcibiskupském gymnáziu v Kroměříži a poté na reálném gymnáziu ve Zlíně (1938 až 1942). Rok pracoval na okresním úřadě ve Zlíně. Následně byl až do dubna 1945 totálně nasazen na práci v koksovně v Ostravě. Maturitní zkoušku mohl složit až po druhé světové válce.

### Po druhé světové válce
V rozmezí let 1945 až 1950 studoval češtinu a dějepis na Filozofické fakultě Univerzity Karlovy. (Byl žákem Prof. PhDr. Alberta Pražáka a Prof. PhDr. Karla Krejčího, DrSc.; navštěvoval také seminář Prof. PhDr. Václava Černého.) Roku 1946 absolvoval stipendijní pobyt v Polsku. V roce 1948 se oženil s Anettou Heczkovou, s níž měl jednoho syna (Petr Balajka (* 1958)). Studium zakončil (1950) doktorátem ze slovanské filologie.

### Padesátá až osmdesátá léta
Později pracoval v antikvariátu (n. p. Kniha v Praze) jako odborný katalogizátor starých tisků, potom (od roku 1953) jako redaktor ve Státním pedagogickém nakladatelství (SPN). V roce 1968 se stal členem Klubu angažovaných nestraníků (KAN). Když byl nucen odejít po prověrkách v roce 1972 ze SPN, pracoval tři roky (1972 až 1975) jako korektor v tiskárně. Poté působil jako metodik Ústředního domu pionýrů a mládeže. Od roku 1985 byl v důchodu.

## Odborná činnost Bohuše Balajky

### Do sametové revoluce (1989)
Již během svých gymnazijních studií publikoval ve sborníku „Mladá Morava“ (1940) a v časopise pro katolickou mládež „Dorost“ (verše a prózu). Po druhé světové válce (od roku 1945) se aktivně účastnil literárního života: přispíval do „Lidové demokracie“ a „Kritického měsíčníku“. Od 50. let dvacátého století pak Bohuš Balajka publikoval v „Literárních novinách“, „Novém životě“ a v „Plameni“. Jednalo se především o kritické stati, recenze a literární glosy o tehdejší próze.
Dále uveřejňoval články v časopisech „Slovanský přehled“, „Literatura ve škole“, „Český jazyk a literatura“, „Učitelské noviny“, „Práce“, „Svět práce“, „Hlas revoluce“ a „Hlas osvobozených“. Publikoval rovněž v polských periodikách („Świat“, Varšava; „Zwrot“, Český Těšín).
V 50. a 60. letech dvacátého století psal Bohuš Balajka doslovy k některým svazkům edice „Mimočítanková četba“ (Karel Hynek Mácha, Alois Jirásek, Jiří Wolker, Karel Václav Rais). Také vydával bibliofilie a novoročenky, k nimž psal předmluvy nebo doslovy. 

### Po roce 1989
Po roce 1989 publikoval Bohuš Balajka pravidelně v týdeníku „Tvar“ (recenze a publicistické stati), příležitostně v „Literárních novinách“, „Lidových novinách“, „Nových knihách“, „Scriptu“ a „Iniciálách“.

### Změny tematické orientace Bohuše Balajky
Zpočátku se zajímal o polskou literaturu – polonistiku (např. populárně pojatá monografie Henryk Sienkiewicz). Postupem doby přešel Bohuš Balajka k problematice starší i novější české literatury. Snažil se skloubit literární historii s přístupným výkladem myšlenkově náročných literárních děl (viz např. jeho komentář ke Komenského Labyrintu světa a ráji srdce). Od 60. let dvacátého století se soustavně věnoval literárně–kritické a publicistické činnosti. Vycházel většinou z interpretační analýzy jednotlivých próz. V pozdější době se pak orientoval také na literárně–historické a metodologické problémy. Těžiště celoživotní práce Bohuše Balajky ale leží v učebnicích české literatury.

## Přehledné dějiny literatury
- Jeho stěžejní dílo – Přehledné dějiny literatury /I/, /II/ – názorně a jadrně shrnuje literární dějepis společně s výtvarným a sochařským uměním od nejstarších písemných památek do druhé světové války. Autorovým cílem bylo předložit širší veřejnosti (především pak středoškolským studentům) ucelený pohled na myšlenkové proudy v dějinách, prohlubovat estetický vjem čtenářského prožitku a odlišit kvalitní díla od pomíjejícího průměru. V Přehledných dějinách literatury se tak čtenářům podává komplexní obraz o literárním vývoji do roku 1945; česká a slovenskou literatura se nově zařazuje do světového historicko–uměleckého kontextu. Dílo vyniká nad podobné publikace svým vytříbeným, přesným jazykem a ucelenými historickými souvislostmi. Pro výše uvedené kvality a komplexnost pojetí sloužilo toto dílo (během 70. a 80. let dvacátého století) jako neoficiální a utajovaná středoškolská učebnice literatury.[1] Sám autor charakterizoval publikaci slovy:

| „                                                       | Poznatky získané studiem dějin literatury musí být podloženy četbou děl krásné literatury. Naše kniha chce tyto čtenářské zkušenosti doplňovat, utřiďovat a orientovat, chce poukazovat na vztahy mezi autorem a dílem i jeho dobou a současně prohlubovat estetický vjem čtenářského prožitku. Podaří-li se jí to, splní své poslání. | “ |
| — Bohuš Balajka (Přehledné dějiny literatury /I/, 1967) | |   |

- Publikace se rozšířila až v devadesátých letech 20. století, neboť předtím byla násilně vykázána ze škol jako „nemarxistická“ (Balajka nebyl nikdy v KSČ). Spoluautory 2. dílu se stali Ladislav Soldán a Emil Charous (zpracoval kapitoly o slovenské literatuře).

- K prvnímu dílu vyšla také Čítanka k Přehledným dějinám literatury.

- Rukopis připraveného třetího dílu Přehledných dějin literatury se bohužel během normalizace ztratil, takže Přehledné dějiny literatury /III/ vyšly díky autorskému kolektivu pod vedením Ladislava Soldána.

## Dílo – výběr (chronologický přehled)
- 1947 – Henryk Sienkiewicz (brožura, 1947, publikoval pod svým občanským jménem Bohumil Balajka);[1]
- 1955 – Balajka, Bohuš. Nástin dějin starší české literatury': Pomocná kniha pro 9. postupný ročník všeobecně vzdělávacích škol, pro 1. ročník pedagogických škol a odborných škol čtyřletých a tříletých. 1. vydání Praha: SPN, 1955. 78, (2) stran. Pomocné knihy pro žáky.[5] (Pramen[1] uvádí, že toto dílo publikoval pod svým občanským jménem Bohumil Balajka)
- 1956 – Komentář k Labyrintu světa a ráji srdce (1956, s pedagogickým pracovníkem PhDr. Milanem Rosenzweigem (* 29. srpna 1926, Valašském Meziříčí), publikoval pod svým občanským jménem Bohumil Balajka);[1]
- 1957 – Rukověť dějin české literatury 1, 2 (učebnice, 1957; upravené vydání 1961; další vydání s různými podtituly);[1]
- 1958 – Balajka, Bohuš, Tichý, Vítězslav a Páleníček, Ludvík (slovenská část J. Béder a J. Sedlák). Stručné dějiny české a slovenské literatury: Určeno žactvu škol 3. stupně všeobecně vzdělávacích, odb. i pedagog.; 1. vydání Praha: SPN, 1958. 323, (1) stran; Pomocné knihy pro žáky.[6]
- 1966 – Z minulosti Státního pedagogického nakladatelství v Praze (volný tisk k výročí nakladatelství, 1966, s vysokoškolským pedagogem Václavem Michovským (* 21. ledna 1922, Praha – 8. února 1994, Praha))
- 1970 – Balajka, Bohuš et al. (partie o slovenské literatuře: J. Minárik, V. Marčok a J. Sedlák) Přehledné dějiny literatury 1. Dějiny literatury české a slovenské s přehledem vývojových tendencí světové literatury. 1. vydání Praha: Státní pedagogické nakladatelství, 1970. 463 stran; Knižnice všeobecného vzdělání. Kostka.[7]
- 1971 – Přehledné dějiny literatury 2. Dějiny literatury české a slovenské s přehledem vývojových tendencí světové literatury od první světové války do roku 1945 (1971, anonymní spolupráce s pracovníkem katedry českého jazyka a literatury PhDr. Zdeňkem Blajerem, Csc. (* 20. srpna 1925, Praha) a Emilem Charousem; Ve vydání z roku 1993 (viz níže) je již Bohuš Balajka podepsán (uveden jako autor).[1]
- 1974 – Čeští spisovatelé deseti století (1974, anonymní spolupráce s Radko Šťastným)[1]
- 1979 – Balajka, Bohuš a Vrchlický, Jaroslav. Jaroslav Vrchlický. 1. vydání Praha: Melantrich, 1979. 389 stran, (20) stran obrazových příloh; Odkazy pokrokových osobností naší minulosti; svazek 55.[8] – monografie + ukázky z díla (interpretace básníkovy tvorby na pozadí jeho životních osudů)[1]
- 1993 – Balajka, Bohuš, Blajer, Zdeněk a Charous, Emil. Přehledné dějiny literatury. II., Dějiny české a slovenské literatury s přehledem vývojových tendencí světové literatury od první světové války do roku 1945. 1. vydání Praha: Státní pedagogické nakladatelství, 1993. 128 stran; Maják. ISBN 80-04-25706-2.[9]
- Julius Zeyer – monografie (dosud nevydáno)

## Beletrie
- 1986 – Jak táhla mračna (rozhlasová hra o Jaroslavu Vrchlickém);[1]
- 1998 – Balajka, Bohuš. Mezi trůnem a oltářem: historická freska z doby Václava IV. 1. vydání Praha: Mladá fronta, 1998. 426 stran; Prsten; svazek 8. ISBN 80-204-0729-4.[10]
- 2001 – Balajka, Bohuš. Už se tam nevrátím. Vydání 1. Praha: Paseka, 2001. 175 stran ISBN 80-7185-379-8.[11] (próza; beletrizované vzpomínky na dětství na Valašsku; román vycházel na pokračování v „Brněnském večerníku“ v roce 1993[1])